# 钏路短期大学
钏路短期大学（日语：／ Kushiro Tanki Daigaku *），简称钏短（せんたん），是一所位于日本北海道钏路市的私立短期大学。

## 概要
- 短期大学成立于1964年[1]、招収只女学生[1][2]。于1973年开始招収男学生[1]、短期大学由学校法人绿之冈学园经营[1]。

## 历史
- 1964年 钏路女子短期大学成立并同时设置家政科[1]。
- 1973年 开始招収男学生、改名为钏路短期大学[1]。
- 1979年 家政科改名为生活科学科[1]。
- 1980年 幼儿教育学科成立[1]。
- 1984年 生活科学科分离为生活科学专攻和食物营养专攻[1]。

## 学校环境
- 校区：在北海道钏路市

## 历任校长
- 武部啓：第一代短期大学校长[1]：就任于1964年[1]
- 丸毛信胜：就任于1965年[1]
- 渡部五郎：就任于1970年[1]
- 青山一二：就任于1972年[1]
- 草刈善造：就任于1984年[1]
- 田中正巳：就任于1987年[1]
- 山崎干雄：就任于2001年[1]
- 西塔正一：现在短期大学校长[3]

## 組織

### 学科
- 生活科学科
  - 生活科学专攻
  - 食物营养专攻
- 幼儿教育学科

### 专科
| - 没有 |

#### 业余课程
| - 没有 |

### 附属学校
| - 幼儿园 |

### 附属机关
| - 生涯教育中心 - 图书馆 |

## 知名校友
- 稻月彩：前歌星、历任Whiteberry吉他手。

## 相关链接
- 日本短期大学列表